# Mesoplophora michaeliana
Mesoplophora michaeliana är en kvalsterart som beskrevs av Berlese 1904. Mesoplophora michaeliana ingår i släktet Mesoplophora och familjen Mesoplophoridae. Inga underarter finns listade i Catalogue of Life.